# Fede Graña & Los Prolijos
Fede Graña & Los Prolijos es una banda de Uruguay que ganó varios Premios Graffiti en 2014 por su disco "Feria", que incursiona la polka, el folk rock y el funk.

## Premios
- Premio Graffiti al mejor álbum pop por "Feria" (2014, Uruguay)
- Premio Graffiti al mejor tema del año "Hoy"[2]  (2014, Uruguay)
- Premio Graffiti al mejor diseño de arte. (2014, Uruguay)[3]

Tras varias nominaciones a los Premios Graffiti, en la ceremonia de entrega de premios el 15 de septiembre de 2014, la banda recibió el Premio Graffiti al mejor álbum pop (por Feria), al tema del año (por Hoy) y al mejor diseño de arte, convirtiéndose en los líderes de los Grafitis 2014 como algunos medios los denominaron.

## Integrantes
La banda se compone por:
- Fede Graña
- Nico Román
- Gonzalo Redín
- Juan Pablo Aguirre Zabala
- Pablo Massaferro[5]

## Discografía

### Como solista
- Ansiedad (2011)
- Diario de viaje (con Javier Cardellino, 2014)
- Canción mi santo grial (2024)
- Pileta libre (2024)

El álbum solista lanzado el 1º de mayo de 2011 incluye 13 temas, entre los que se encuentran: "¿Qué voy a hacer?", "Ansiedad", "Perros tristes", "Baby" y "3 días".
Diario de viaje es el disco en conjunto de Javier Cardellino y Fede Graña. Basado en una gira europea que hicieron durante el verano del 2011. Habiendo recorrido Barcelona, Lund, Copenhague y Cagliari en el correr de 3 meses, Cardellino y Graña ya habían compuesto y grabado una cantidad importante de canciones, sin siquiera habérselo propuesto.
Al volver a Montevideo continuaron con la grabación distendidamente hasta que luego de dos años concluyeron en este disco de 10 canciones.

### Fede Graña y los Prolijos
- Feria (2013)[8]

### Los Prolijos
- Pasto azul (2014)[9]
- Rústico (2017)
- Si te digo te miento (2018)
- Dos caminos (sencillo, 2020)
- Navidad con Los Prolijos (2020)

## Actuaciones
El sábado 23 de noviembre de 2013 a las 21 horas la banda presentó su nuevo disco "Feria" en La Trastienda.
En 2014, la banda realiza toques en diversos departamentos de Uruguay junto a otros reconocidos músicos uruguayos.
Presentaron su primer videoclip 3D "Pa' los músicos" en la sala teatro Movie Center. El videoclip fue rodado en el mes de julio de 2014 en el MAPI, donde se invitó a más de veinte músicos uruguayos de la generación de la banda.